# Zabór (village)
Pour les articles homonymes, voir Zabór.
Zabór (prononciation : [ˈzabur], en allemand : Saabor) est un village polonais dans le powiat de Zielona Góra de la voïvodie de Lubusz, situé dans l'ouest de la Pologne. C'est le siège administratif (chef-lieu) de la gmina de Zabór.

## Géographie
Zabór se situe dans la région historique de Basse-Silésie sur la rive du fleuve Oder. Le village se trouve à environ 15 km à l'est de Zielona Góra, le siège du powiat et de la diétine régionale.
Le village comptait approximativement une population de 1 029 habitants en 2009.

## Histoire

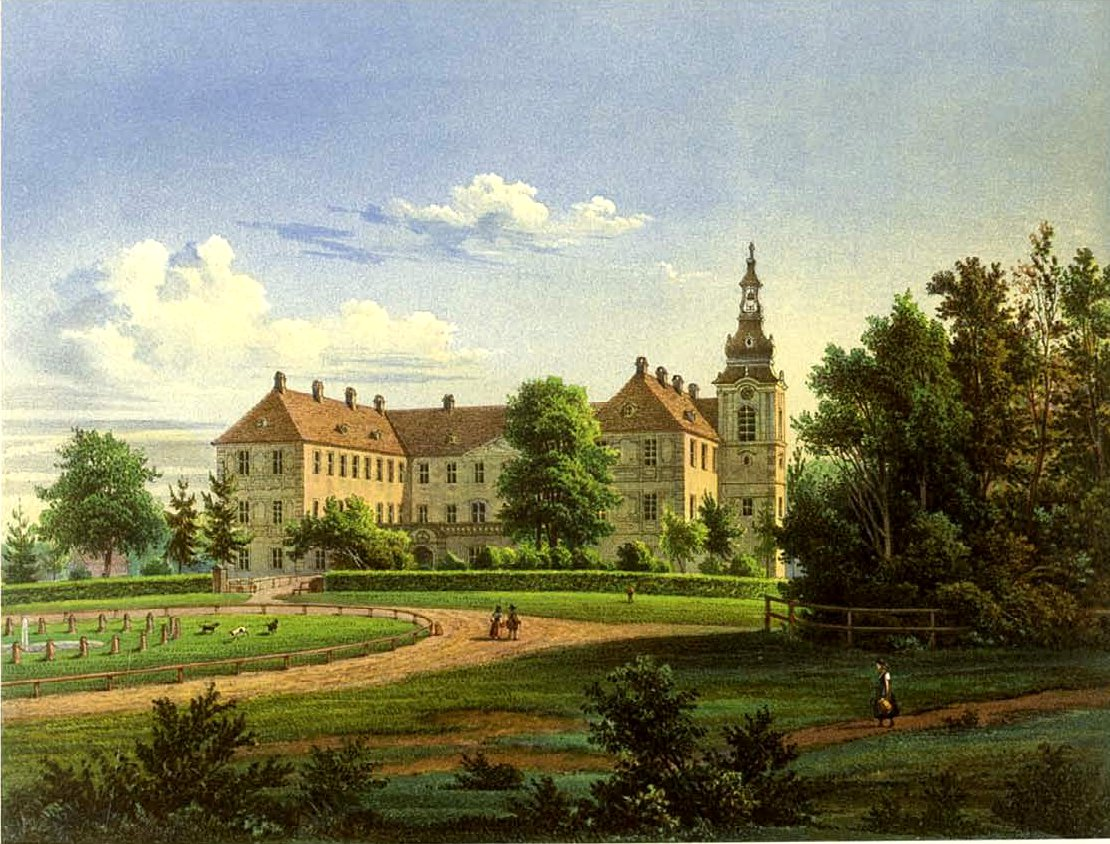
Le château de Saabor, Alexander Duncker (1813-1897).

Le bourg de Saborin est mentionné au début du XIVe siècle. Il est connu pour le château baroque de Zabór que Jean Henri de Dünewald, général au service de la monarchie de Habsbourg, fit construire entre 1677 et 1683. Le manoir a été acquis par Frédéric-Auguste, comte de Cosel, fils d'Anne-Constance de Brockdorff, qui y est décédé le 15 octobre 1770.
De 1742 à 1945, Saabor fait partie de l'arrondissement de Grünberg-en-Silésie dans le district de Liegnitz au sein de la province de Silésie.
Dès le XVIIIe siècle et jusqu'en 1945, le palais était détenu par la maison noble de Schoenaich à Carolath. La princesse Hermine Reuss zu Greiz (1887-1947) a vécu ici après son mariage avec le prince Jean-Georges de Schönaich-Carolath (1873-1920) en 1907 ; devenue veuve, elle se remarie, en 1922 à Doorn, aux Pays-Bas, avec l’ancien empereur allemand Guillaume II (1859-1941). Hermine reste aux côtés du Kaiser jusqu’à sa mort. Deux fois veuve, elle retourne en Allemagne et s’installe sur les terres de son premier mari, le lieu où réside sa plus jeune fille, Henriette, et l’un des petits-fils du Kaiser, le prince Charles-François de Prusse. Fuyant l'Armée rouge à la fin de la Seconde Guerre mondiale, elle est arrêtée par les forces de l'Administration militaire soviétique et meurt deux ans plus tard à Francfort-sur-l’Oder.
Le nom allemand du village était Saabor, autrefois Sabor, et Fürsteneich de 1936 à 1945 sous l'Allemagne nazie.
Après la Seconde Guerre mondiale, avec les conséquences de la Conférence de Potsdam et la mise en œuvre de la ligne Oder-Neisse, le village est intégré à la république de Pologne. La population d'origine allemande est expulsée et remplacée par des polonais. Sous l'administration polonaise, le village appartenait à la voïvodie de Zielona Góra de 1975 à 1998. Depuis 1999, il appartient administrativement à la voïvodie de Lubusz.